# Zapora Hoovera
Zapora Hoovera (ang. Hoover Dam, oficjalna nazwa w latach 1933–1947 Boulder Dam) – betonowa zapora wodna typu grawitacyjno-łukowego, zbudowana w Czarnym Kanionie na rzece Kolorado w Stanach Zjednoczonych, na granicy stanów Arizona i Nevada. W chwili ukończenia w 1936 była zarówno największą na świecie elektrownią wodną, jak i największą na świecie konstrukcją betonową. Została pokonana pod oboma względami przez zaporę Grand Coulee w 1945. Obecnie jest to 38. elektrownia wodna pod względem wielkości na świecie.
Zapora znajduje się 48 km na południowy wschód od Las Vegas. Tama ma wysokość 224,1 m i długość 379,2 m. Szerokość u podstawy wynosi 200 m, a na górze 15 m. Maksymalna moc elektrowni wodnej wynosi 2074 MW. Powyżej zapory znajduje się sztuczne jezioro Mead. Jezioro ma powierzchnię 639 km², objętość 35,2 km³ i sięga do 177 km w górę rzeki.
Zapora i elektrownia wodna są zarządzane przez Biuro ds. Melioracji (United States Bureau of Reclamation) podlegające Departamentowi Zasobów Wewnętrznych. W 1981 zapora została wpisana na Narodową Listę Miejsc Historycznych, a w 1985 stała się Narodowym Pomnikiem Historycznym USA.
Rocznie odwiedza ją około siedem milionów turystów.

## Budowa
Zapora została nazwana imieniem Herberta Hoovera, który odegrał kluczową rolę w jej powstaniu, początkowo jako sekretarz handlu, następnie jako prezydent USA. Budowa rozpoczęła się w 1931, a 30 września 1935 została uroczyście otwarta przez prezydenta USA Franklina Delano Roosevelta. Prace zakończono w 1936, ponad dwa lata wcześniej niż planowano.
Skład betonu, z którego została zbudowana tama, przedstawia poniższa tabela:
| rodzaj cementu             | zawartość cementu | zawartość wody | zawartość piasku | rodzaj kruszywa grubego | zawartość kruszywa grubego | maksymalny rozmiar kruszywa |
| -------------------------- | ----------------- | -------------- | ---------------- | ----------------------- | -------------------------- | --------------------------- |
| Cement pucolanowy (CEM IV) | 225 kg/m³         | 130 kg/m³      | 552 kg/m³        | granit i wapień         | 1589 kg/m³                 | 225 mm                      |

## Kultura
Zapora Hoovera jest miejscem końcowych wydarzeń w grze Fallout: New Vegas, oraz Tom Clancy’s Rainbow Six: Vegas.
Obiekty wzorowane na Zaporze Hoovera zostały także umieszczone w grach: Grand Theft Auto: San Andreas, Duke Nukem Forever, Commandos: Za linią wroga, Half-Life.
Pojawia się również w trzeciej części książek o Percym Jacksonie.
Zapora Hoovera zostaje zniszczona przez trzęsienie ziemi w filmie katastroficznym San Andreas.